# 萧袤
萧袤（1968年11月—），湖北黄梅县人，中国儿童文学作家，中国作家协会会员。著有儿童读物100部以上，部分作品被译介到美国、法国、瑞典、新西兰、新加坡等国家。

## 生平
- 1984年尝试写作。
- 1987年毕业于湖北浠水师范学校。
- 1987—1994年在湖北黄梅县杉木乡中学任教。
- 1994年开始在黄梅县政府办公室任职。
- 1988年开始发表作品。
- 2000年加入中国作家协会。
- 2007年鲁迅文学院第六届高研班学员

## 作品

### 故事集
《童话山海经》系列，《青蛙与小鱼儿》系列，《先生小姐城》，《书虫之家》系列，《快乐小书虫》系列，《小汉字大故事》，《活宝日记》，《我不是胆小鬼》，《临时老爸》，《波波熊的故事》，《老鼠学校来了一位猫老师》

### 绘本作品
《青蛙与男孩》，《西西》，《驿马》，《我爱你》，《跳绳去》，《大蝌蚪》，《啊呜》，《天使》，《奶奶的花布头》，《怎样教大象跳》，《西瓜虫的日记》

### 长篇系列
《童话梦工场》系列，《好好玩学校》系列

## 荣誉
作品曾获首届中国出版政府奖，国家文化部蒲公英奖，第九届全国优秀儿童文学奖，第六届宋庆龄儿童文学奖，第21届陈伯吹儿童文学奖，2006年冰心儿童文学新作奖大奖，第一届、第二届豐子愷兒童圖畫書獎，第九届国家图书馆文津图书奖，张天翼童话寓言奖，冰心儿童图书奖，儿童文学金近奖(两届)，中华优秀出版物图书奖等多项奖励。